# Pteruthius aeralatus
El timalí-alcaudón siamés o de Blyth (Pteruthius aeralatus),  es una especie de ave paseriforme, perteneciente al género Pteruthius de la familia Vireonidae. Es nativo del sureste de Asia.

## Distribución y hábitat
Se distribuye por el Himalaya, desde el norte de Pakistán, por el norte de India, Nepal, noreste de India, Bután, Myanmar, sur de China, Tailandia, Laos, Vietnam, tal vez el oeste de Camboya, Malasia e Indonesia.
Su hábitat preferencial son las selvas húmedas montanas tropicales y subtropicales.

## Sistemática

### Descripción original
La especie P. aeralatus fue descrita por primera vez por el ornitólogo británico Edward Blyth en 1855 bajo el mismo nombre científico.

### Taxonomía
El género Pteruthius estuvo tradicionalmente colocado en la familia Timaliidae hasta que un estudio de análisis moleculares de ADN en 2007 encontró que no tenía ninguna afinidad con esa familia y que estarían mejor colocadas en la familia Vireonidae, que hasta entonces se pensó estaba restringida al Nuevo Mundo, y donde lo sitúan ahora las principales clasificaciones.
La presente especie, junto a Pteruthius annamensis y P. ripleyi, antes incluidas en Pteruthius flaviscapis como subespecies, fueron separadas con base en las diferencias establecidas por los estudios filogenéticos y en las variaciones vocales.

### Subespecies
Según la clasificación del Congreso Ornitológico Internacional (IOC) (Versión 6.2, 2016) y Clements Checklist v.2015,  se reconocen 6 subespecies, con su correspondiente distribución geográfica:
- Grupo monotípico validirostris:
  - Pteruthius aeralatus validirostris  Koelz, 1951 - Himalaya, desde el norte de Pakistán hasta el sur de China, Assam y noroeste de Myanmar.
- Grupo monotípico ricketti: 
  - Pteruthius aeralatus ricketti Ogilvie-Grant, 1904 - noreste de Myanmar hasta el sur de China (inclusive Hainan), norte de Tailandia y norte de Vietnam.
- Grupo politípico aeralatus: 
  - Pteruthius aeralatus aeralatus Blyth, 1855 - montañas del este de Myanmar hasta el noroeste de Tailandia y posiblemente oeste de Camboya.
  - Pteruthius aeralatus schauenseei Deignan, 1946 - montañas del sur de Tailandia y sur de Myanmar hasta el istmo de Kra.
  - Pteruthius aeralatus cameranoi Salvadori, 1879 - tierras altas de la península malaya (sur de Perak hasta el sur de Selangor) y oeste de Sumatra.
  - Pteruthius aeralatus robinsoni Chasen & Kloss, 1931 - tierras altas del norte de Borneo.